# Proteus-Effekt
Der Proteus-Effekt beschreibt das Phänomen, dass sich das Verhalten einer Person in virtuellen Welten abhängig von den Eigenschaften ihres Avatars verändert. Grund dafür ist das Wissen über die Verhaltensweisen, die andere Benutzer der jeweiligen virtuellen Umgebung typischerweise mit diesen Eigenschaften assoziieren. Der Name des Konzepts spielt auf die Wandlungsfähigkeiten des griechischen Gottes Proteus an. Der Proteus-Effekt wurde erstmals im Juni 2007 von den Wissenschaftlern Jim Blascovich, Nick Yee und Jeremy Bailenson der Stanford University eingeführt. Es handelt sich um ein Forschungsgebiet, das sich mit den Verhaltensänderungen beschäftigt, die mit Veränderungen des Benutzer-Avatars einhergehen.

## Übersicht
Der Proteus-Effekt nimmt an, dass die optischen Merkmale eines Avatars mit bestimmten Verhaltensstereotypen und Erwartungen zusammenhängen. Glaubt eine Person, dass andere aufgrund des Aussehens ihres Avatars bestimmte Verhaltensweisen von ihr erwarten, so wird sie diese Verhaltensweisen einnehmen. Belege für den Proteus-Effekt finden sich in Untersuchungen echter Szenarien, in denen sich zeigt, dass bestimmte körperliche Eigenschaften, z. B. Attraktivität und Körpergröße, mit positiven sozialen und beruflichen Auswirkungen zusammenhängen. Des Weiteren zeigen experimentelle Beeinflussungen dieser Eigenschaften in virtuellen Umgebungen, dass das aufgezeigte Verhalten diese Stereotype bestärkt.
Diese Befunde reihen sich in das Forschungsfeld der Verhaltensuntersuchung von Personen in computervermittelter Kommunikation ein. Obwohl computervermittelte Kommunikation eine Vielzahl an Formen annehmen kann (z. B. Text, Audio, Video etc.), ist der Proteus-Effekt besonders dann relevant, wenn Personen über Avatare interagieren. Der Effekt wird durch die erhöhte Fähigkeit getrieben, das eigene Erscheinungsbild in virtuellen Umgebungen zu bestimmen. Virtuelle Umgebungen ermöglichen es Benutzern, viele Aspekte ihres Aussehens zu kontrollieren, die in der wirklichen Welt nicht ohne weiteres zu ändern sind (z. B. Größe, Gewicht, Gesichtszüge).

## Theoretischer Hintergrund
Drei psychologische Konzepte, die zur Entwicklung des Proteus-Effekts führten, sind Verhaltensbestätigung, Selbstwahrnehmungstheorie und Deindividuation, auch wenn inzwischen weitere Erklärungsansätze und Einflussfaktoren wie z. B. Priming und Feedbackschleifen während der Kommunikation mit dem Avatar identifiziert oder vorgeschlagen wurden.

### Verhaltensbestätigung
Verhaltensbestätigung bezeichnet die Auswirkungen, die die Handlungen eines Wahrnehmers auf das resultierende Verhalten einer Person haben können. Konkret schlägt dieses Konzept vor, dass die Interaktion mit Individuen, die bereits existierende Stereotype besitzen, dazu führen wird, dass das Ziel dieser Stereotype ein Verhalten annimmt, das die Erwartungen des Betrachters bestätigt. Der Proteus-Effekt unterscheidet sich von der Verhaltensbestätigung dadurch, dass die Handlungen des Betrachters nicht berücksichtigt werden. Vielmehr geht es darum, zu erklären, wie die Stereotype und Erwartungen des Einzelnen unabhängig von sozialen Interaktionen eine Verhaltensänderung bewirken.

### Selbstwahrnehmungstheorie
Die Selbstwahrnehmungstheorie besagt, dass Personen ihre Einstellungen und Gefühle bestimmen, indem sie sowohl ihr eigenes Verhalten als auch die Umstände, die zu diesem Verhalten führen, beobachten. Sie wurde ursprünglich als Alternative zur kognitiven Dissonanz eingeführt, die annimmt, dass Verhaltensänderungen potentiell aus dem Versuch resultieren, Spannungen aus widersprüchlichem Verhalten und Überzeugungen zu beseitigen. Von Bedeutung für die Entwicklung des Proteus-Effekts waren auch eine Reihe von Studien zur Selbstwahrnehmungstheorie, die sich mit Verhaltensänderungen durch das Tragen von Schwarz, einer Farbe, die mit negativen Konzepten wie Tod und Böse verbunden ist, beschäftigten. In diesen Studien von Mark G. Frank und Thomas Gilovich bewerteten Teilnehmer NFL und NHL-Spieler, die schwarze Uniformen trugen, auf Videoaufnahmen als aggressiver. Des Weiteren äußerten Teilnehmer, die angewiesen wurden, schwarze Trikots zu tragen, vermehrt Vorlieben, sich Gegenspielern gegenüber aggressiv zu verhalten. Das übergreifende Argument dieser Studien war, dass die Art und Weise, wie sich die Teilnehmer selbst wahrnahmen (z. B. eine Farbe zu tragen, die negative Assoziationen aufweist), sie dazu brachte, negative Verhaltensweisen anzunehmen. Der Proteus-Effekt überträgt diesen Gedanken auf virtuelle Umgebungen, in denen Personen sich selbst als ihr Avatar wahrnehmen, was wiederum ihr Verhalten beeinflusst.

### Deindividuation
Deindividuation bezeichnet eine Minderung der Selbstwahrnehmung und Selbsteinschätzung als Folge der Zugehörigkeit zu einer Gruppe. Personen, die Deindividuation erfahren, scheinen stärker von identitätsbezogenen Hinweisreizen (engl. identity cues) beeinflusst zu werden. In einer Studie von Robert D. Johnson und Leslie L. Downing aus dem Jahr 1979 wurden die Teilnehmer angewiesen, Forschungsassistenten einen elektrischen Schlag zu versetzen, während sie selbst entweder eine KKK-Verkleidung oder eine Krankenschwesteruniform trugen. Je nach getragenem Kostüm zeigten sich Unterschiede in den verabreichten Schockniveaus. Laut Johnson und Downing untermauern ihre Ergebnisse die These, dass Deindividuation den Einfluss dieser Hinweisreize auf den Einzelnen erhöht. In virtuellen Umgebungen wird angenommen, dass die Deindividuation vom Grad an Anonymität bestimmt wird, die das virtuelle Umfeld ihren Benutzern bietet.

## Forschungsergebnisse
Ergebnisse einer Studie, die das Aussehen und Verhalten von Avataren in Second Life mit dem realen Verhalten und Aussehen ihrer Nutzer verglich, bestätigen den Proteus-Effekt. Teilnehmer, die angaben, ihren Avatar bewusst attraktiv gestaltet zu haben, gaben auch an, sich selbstbewusster und extravertierter zu verhalten als in der echten Welt.
Der Proteus-Effekt konnte auch mit Verhaltensänderungen in Verbindung gebracht werden, die mit dem Aussehen des jeweiligen Avatars assoziierte Stereotype widerspiegeln. In einer Studie von Jesse Fox, Jeremy N. Bailenson und Liz Tricase wurden Frauen Avatare zugewiesen, deren Erscheinungsbild entweder stark oder gar nicht sexualisiert war. Die Teilnehmerinnen trugen ein Head-Mounted Display und wurden gebeten, sich vor einen virtuellen Spiegel zu stellen, in dem das Spiegelbild ihres Avatars sichtbar war. Es folgte eine virtuelle Konversation mit einem durch die Forscher gesteuerten männlichen Avatar. Frauen, die einen sexualisierten Avatar benutzten, gaben an, dass sie sich mehr Gedanken über ihr Körperbild machten. Die Forscher kamen zu dem Schluss, dass dieser Befund den Proteus-Effekt unterstützt, indem er aufzeigt, dass Individuen die sexualisierten Aspekte des Aussehens ihres Avatars verinnerlichten, was zu einer erhöhten Selbstobjektivierung führte. Dieser Schluss wird unterstützt von einer ähnlichen Studie, in der Frauen, die gebeten wurden, sich einen Badeanzug anzuziehen, im Vergleich zu Frauen, die lediglich gebeten wurden, ein T-Shirt vor einem Spiegel anzuprobieren, mehr körperbezogene Gedanken äußerten.
Weitere Unterstützung für den Proteus-Effekt findet sich in einer Reihe von Studien, in denen Avatare verwendet wurden, um körperliche Betätigung zu fördern. In drei Studien zeigten die Ergebnisse übereinstimmend, dass  Teilnehmer ihr Aktivitätsniveau eher steigerten, nachdem sie beobachtet hatten, wie ein Avatar sich darauf einlässt und dafür belohnt wird. Ein wesentlicher Unterschied dieser Studie liegt darin, dass die Wirkungen auf die Teilnehmer davon abhingen, wie stark der Avatar dem Benutzer ähnelte. Dieser Unterschied wurde getestet, indem einigen Teilnehmern ein Avatar zugewiesen wurde, der basierend auf einem Foto ihres eigenen Gesichts erstellt wurde.
Der Proteus-Effekt wurde auch verwendet, um erfolgreiche Replikationen der Arbeiten von Frank und Gilovich (1988) und Johnson und Downing (1979) zu erklären. Die Ergebnisse zweier Studien von Jorge Peña, Jeffrey T. Hancock und Nicholas A. Merola zeigten, dass die Bereitschaft zu aggressivem Verhalten in einer virtuellen Umgebung bei Personen erhöht wurde, deren Avatare schwarze Mäntel oder an KKK-Uniformen erinnernde Kleidung trugen. Die Forscher argumentierten, dass negative Assoziationen mit dem Aussehen des Avatars die Einstellungen der Teilnehmer geändert hätten. Außerdem schlugen sie vor, dass zusätzlich zur Selbstwahrnehmungstheorie auch Priming den Proteus-Effekt erklären könnte.